# NGC 369
NGC 369 es una galaxia espiral barrada de la constelación de Cetus.
Fue descubierta el 1886 por el astrónomo Frank Leavenworth.